# Psapharochrus nigropunctatus
Psapharochrus nigropunctatus är en skalbaggsart som först beskrevs av Friedrich F. Tippmann 1960.  Psapharochrus nigropunctatus ingår i släktet Psapharochrus och familjen långhorningar. Inga underarter finns listade i Catalogue of Life.